# Coolidge (Kansas)
Coolidge – miasto w Stanach Zjednoczonych, w stanie Kansas, w hrabstwie Hamilton.